# Laure Barthélémy
Laure Barthélémy (* 5. August 1988 in Briançon) ist eine ehemalige französische Skilangläuferin.

## Werdegang
Barthélémy nahm von 2004 bis 2009 vorwiegend am Skilanglauf-Alpencup teil. Ihr erstes Weltcuprennen absolvierte sie im Dezember 2006 in La Clusaz, welches sie auf dem 57. Platz im 15-km-Massenstartrennen beendete. Bei den Nordischen Junioren-Skiweltmeisterschaften 2008 in Mals gewann sie Silber im 10-km-Massenstartrennen und Gold im Sprint. Ihre ersten Weltcuppunkte holte sie im Dezember 2008 in Düsseldorf mit dem 19. Rang im Sprint. Bei den nordischen Skiweltmeisterschaften 2009 in Liberec belegte sie den 52. Rang im 15-km-Skiathlonrennen und den 22. Platz im Sprint. Bei den Olympischen Winterspielen 2010 in Vancouver errang sie den 61. Platz über 10 km Freistil. Die Tour de Ski 2010/11 beendete sie auf dem 20. Platz in der Gesamtwertung. Dabei erreichte sie im Prologrennen den neunten Rang und im Sprint verpasste sie mit dem vierten Platz nur knapp das Podest. Es folgten in der Saison mehrere Top-Zehn-Platzierungen, darunter der sechste Platz im Sprint von Liberec.

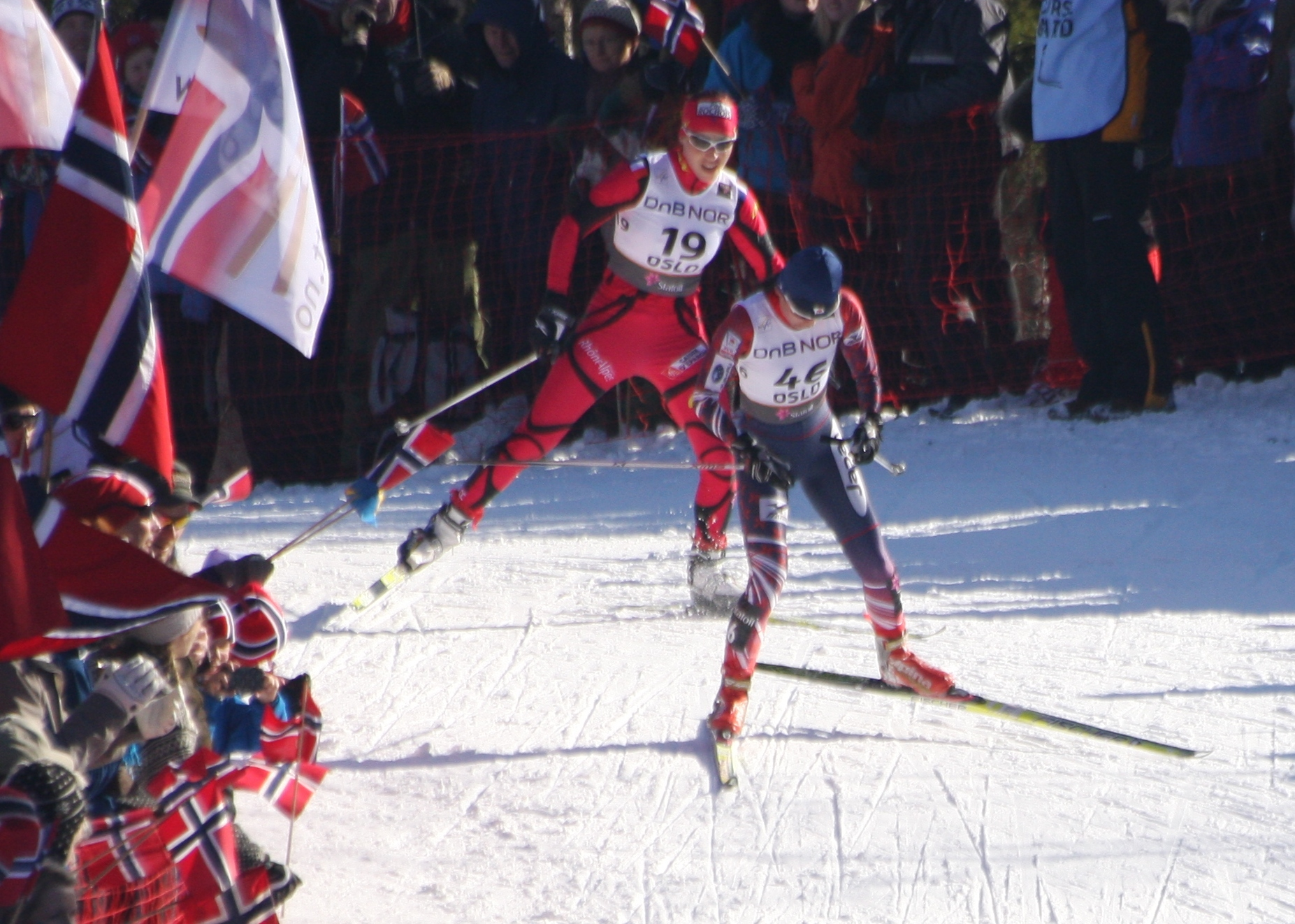
Barthélémy (hinten) bei den Nordischen Skiweltmeisterschaften 2011

Ihre besten Platzierungen bei der folgenden nordischen Skiweltmeisterschaften in Oslo waren der 13. Platz mit der Staffel und der siebte Rang im Sprint. Die Saison beendete sie auf dem 23. Platz in der Weltcupgesamtwertung, dem 25. Rang in der Distanzwertung und dem 20. Platz in der Sprintwertung. Zu Beginn der folgenden Saison konnte sie ihre starken Leistungen aus der Vorsaison nicht wiederholen. Die Tour de Ski 2011/12 schloss sie auf einen schwachen 61. Platz in der Gesamtwertung ab. Nach einer einmonatigen Wettkampfpause erreichte sie im Februar 2012 in Szklarska Poręba mit dem vierten Rang im Sprint ihr bestes Resultat in einem Weltcuprennen. Bei der Vorbereitung zur folgenden Saison brach sie sich den Knöchel. In der folgenden Saison musste sie aufgrund einer Ermüdungsfraktur im Mittelfuß pausieren, den sie sich beim Aufbautraining zugezogen hat. In der Saison 2013/14 startete sie Alpencup, den sie auf den 14. Platz in der Gesamtwertung beendete. Im Mai 2014 beendete sie ihre Karriere.

## Weltcup-Statistik
Die Tabelle zeigt die erreichten Platzierungen im Einzelnen.
- 1.–3. Platz: Anzahl der Podiumsplatzierungen
- Top 10: Anzahl der Platzierungen unter den ersten zehn
- Punkteränge: Anzahl der Platzierungen innerhalb der Punkteränge
- Starts: Anzahl gelaufener Rennen in der jeweiligen Disziplin
- Hinweis: Bei den Distanzrennen erfolgt die Einordnung gemäß FIS.

| Platzierung         | Distanzrennen a | Distanzrennen a | Distanzrennen a | Distanzrennen a | Distanzrennen a | Skiathlon Verfolgung | Sprint | Etappen- rennen b | Gesamt | Team c | Team c  |
| Platzierung         | ≤ 5 km          | ≤ 10 km         | ≤ 15 km         | ≤ 30 km         | > 30 km         | Skiathlon Verfolgung | Sprint | Etappen- rennen b | Gesamt | Sprint | Staffel |
| ------------------- | --------------- | --------------- | --------------- | --------------- | --------------- | -------------------- | ------ | ----------------- | ------ | ------ | ------- |
| 1. Platz            |                 |                 |                 |                 |                 |                      |        |                   |        |        |         |
| 2. Platz            |                 |                 |                 |                 |                 |                      |        |                   |        |        |         |
| 3. Platz            |                 |                 |                 |                 |                 |                      |        |                   |        |        |         |
| Top 10              | 2               |                 |                 |                 |                 | 1                    | 4      |                   | 7      | 3      | 6       |
| Punkteränge         | 6               | 4               | 1               |                 |                 | 12                   | 8      | 4                 | 35     | 5      | 7       |
| Starts              | 10              | 15              | 5               | 2               |                 | 22                   | 30     | 6                 | 90     | 5      | 7       |
| Stand: Karriereende |                 |                 |                 |                 |                 |                      |        |                   |        |        |         |